# Забайкальская белая государственность
Забайка́льская бе́лая госуда́рственность, в некоторых источниках также Забайка́льская респу́блика, Забайка́льская каза́чья респу́блика — структуры власти, возникшие в ходе Гражданской войны на территории Забайкалья в рамках Белого движения, существовавшие с 1918 по 1920 год.
После падения Советской власти, 25 августа 1918 года в Чите был создан Временный областной орган власти, в состав которого вошли меньшевик И. А. Ваксберг, эсер С. О. Вологодский, кадет Н. Л. Ананьин, социалист K. С. Шрейер и другие. Новым органом власти было признано Временное Сибирское правительство, также были аннулированы распоряжения о ревизиях и конфискациях, введённые советскими органами. 14 сентября 1918 года в Читу прибыл атаман Григорий Семёнов, после чего при поддержке японского командования началось его стремительное движение к единоличной власти. Он становится командующим отдельной Восточносибирской армии и избирается войсковым атаманом. Сосредоточив в своих руках всю полноту гражданской и военной власти, атаман сохранил и представительные органы власти — областные и уездные земские собрания, разрешил деятельность профсоюзов. Верховными органами власти были Народное собрание и правительство Забайкальской республики. При негативном личном отношении к деятельности любых политических партий, Семёнов допустил многопартийность, право на политическую деятельность получили даже большевики. B первые месяцы существования государственности в борьбе c недовольством населения Семёнов сделал основную ставку на белый террор, что в результате ускорило начало массового партизанского движения. 
9 июня 1919 года он назначается правительством Александра Колчака уполномоченным по охране порядка и общественного спокойствия в Забайкальской области. C поражением Колчака начался новый период.
4 января 1920 года верховный правитель России передал Семёнову всю полноту военной и гражданской власти на всей территории Российской Восточной Окраины. В связи с этим Семёновым было сформировано правительство, которое возглавил кадет Сергей Таскин. Однако в результате восстания во Владивостоке 31 января 1920 года и образования временного правительства Приморской областной земской управы под контролем Семёнова так и осталась только территория Забайкалья. C провозглашением в Верхнеудинске (ныне Улан-Удэ) Дальневосточной республики и началом наступления её Народно-революционной армии ещё очевиднее стала бесперспективность военного противостояния. С этого момента начинаются поиски путей мирного решения проблем гражданской власти. Этому должен был содействовать созыв Краевого народного собрания 6 июля 1920 года и Временного Восточно-Забайкальского народного собрания 12 сентября 1920 года. Одновременно Семёнов пытался вести переговоры c представителями Приморского правительства, однако достичь соглашения не удалось. 19 октября 1920 года японцы оставили Забайкалье, и в тот же день части Амурского фронта НРА ДВР начали новое наступление на Читу. К концу октября 1920 года было занято всё Забайкалье, что означало конец Забайкальской государственности.

## Вооруженные силы
Г.М. Семенов любил говорить: «Земля держится на трех китах, а народная власть в Забайкалье — на трех дивизиях». Имелись в виду 1-я Забайкальская казачья, Особая Маньчжурская (затем — сводная Маньчжурская) Атамана Семенова и Инородческая (затем — Азиатская) конная дивизии. 